# Kirk Johnson Building
Kirk Johnson Building je historický dům stojící v Lancasteru, Lancaster County v Pensylvánii. Byl postaven v letech 1911-1912 na King Street. Budova byla navržena architektem Cassem Emlenem Urbanem v secesním stylu. Jedná se o čtyřpodlažní, úzký dům s 16 stop širokou fasádou a mansardovou střechou. Původní výkladní skříně ve francouzském stylu byly obnoveny v letech 1979-1980. Byl postaven jako sídlo hudebního obchodu Kirka Johnsona.
V roce 1983 byl zařazen do National Register of Historic Places.